# Roméo Carlès
Roméo Augustin Jules Carlès, né le 16 janvier 1897 à Oran (Algérie) et mort le 18 septembre 1971  à Auxerre (Yonne), est un acteur, scénariste et dialoguiste français. Il avait épousé en 1918 Jeanne Rocafulle (1896-1982).
Roméo Carlès repose a Monéteau (89 Yonne)

## Filmographie
- 1933 : Les Deux Monsieur de Madame de Abel Jacquin et Georges Pallu
- 1938 : Le Patriote de Maurice Tourneur
- 1940 : Ils étaient cinq permissionnaires de Pierre Caron
- 1941 : Ne bougez plus (scénario et dialogue) de Pierre Caron
- 1947 : Dumbo (doublage français)
- 1950 : Au fil des ondes de Pierre Gautherin
- 1950 : Banco de prince de Michel Dulud
- 1952 : Rires de Paris de Henri Lepage
- 1952 : La Tournée des grands ducs de André Pellenc et Norbert Carbonnaux
- 1953 : Ma petite folie de Maurice Labro
- 1953 : Le Collège en folie de Henri Lepage
- 1953 : Les Corsaires du bois de Boulogne de Norbert Carbonnaux
- 1954 : J'y suis... J'y reste de Maurice Labro
- 1955 : Villa sans souci de Maurice Labro
- 1956 : Vacances explosives de Christian Stengel
- 1956 : C'est une fille de Paname de Henri Lepage
- 1957 : Sénéchal le magnifique de Jean Boyer
- 1957 : Le Temps des œufs durs de Norbert Carbonnaux
- 1957 : Le Souffle du désir de Henry Lepage
- 1958 : Nuits de Pigalle de Georges Jaffé
- 1964 : Pierrots des alouettes, comédie musicale télévisée d'Henri Spade : Poirier

## Théâtre
- 1941 :  Pages éphémères, revue de Roméo Carles, Pierre Ferrary et Pierre Gilbert au Coucou[2].

## Radio
- De 1955 à 1959 : la Minute Carlès, un bref rendez-vous avec Roméo Carlès, diffusé sur Radio Luxembourg, écrit par Jean Maurel qui l'accompagnait dans l'interprétation.

## Publications
- La Saint-Ambroise[3], sketch, Librairie théâtrale
- L'Éminence verte, Raoul Solar éditeur, 1950